# ШАС
ШАС (івр. ש"ס) — ізраїльська політична партія релігійних євреїв-сефардів.

## Історія
Назва «ШАС» є абревіатурою від «шомрей масорет сфарадім» (івр. שומרי מסורת ספרדים — «ті, що дотримуються традиції сефарди»). Оригінальна назва партії ШАС — Всесвітня єдність сефардів, що дотримуються Тори.
Партію було утворено 1984 року в Рішон-ле-Ціоні раввином Овадьєю Йосефом і литовсько-ашкеназьким раввином Еліезером Шахом, до виборів у Кнесет 11-го скликання.
ШАС притримується соціал-релігійної платформи. Основа програми: захист інтересів соціально слабких прошарків населення. Попри це, офіційно партія оголошує про свою належність до табору правих політичних сил Ізраїлю.